# Richard Busch (Jurist)
Richard Otto Busch (* 17. Dezember 1893 in Dresden; † 15. April 1979 in Bonn) war ein deutscher Jurist und Hochschullehrer. Er war Bundesrichter am Bundesgerichtshof Karlsruhe und außerplanmäßiger Professor an der Universität Bonn.

## Leben und Wirken

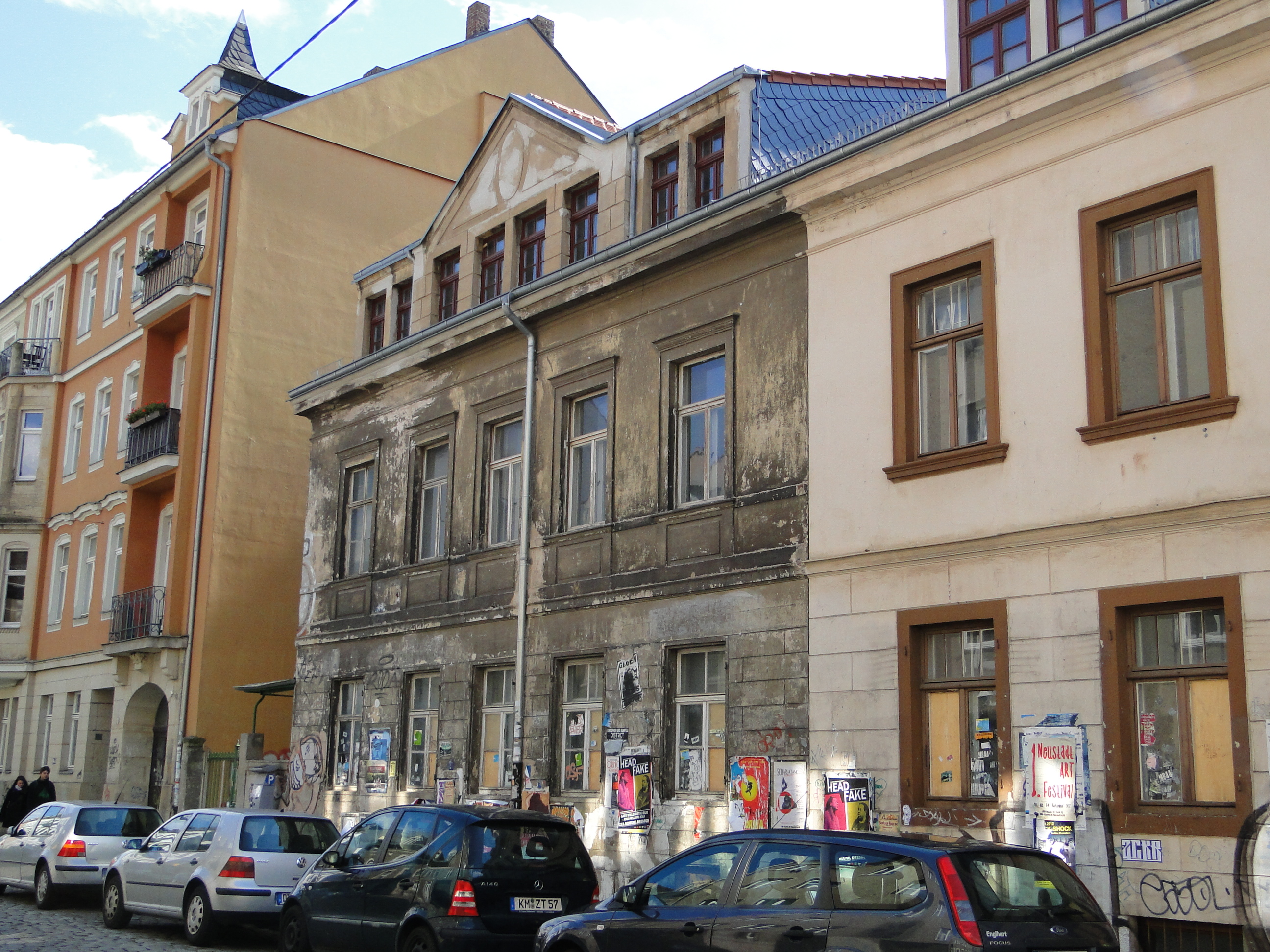
Geburtshaus von Richard Busch in Dresden, Katharinenstraße 10

Er war der Sohn des Kaufmanns und späteren Blechdosenfabrikanten Richard Alfred Busch aus Radebeul und dessen Ehefrau Pauline Elisbeth Busch geborene Stade und kam in der Dresdner Katharinenstraße 10 zur Welt. Die Schriftstellerin und Vortragskünstlerin Gertrud Busch war seine ältere Schwester.
Nach dem Schulbesuch studierte er Rechtswissenschaften und promovierte zum Dr. jur. Danach trat er in den sächsischen Staatsdienst ein und war am Landgericht Leipzig als Landgerichtsrat tätig. 1932 habilitierte er sich über Strafrecht und ihm wurde daraufhin als Privatdozent die Lehrberechtigung für Strafrecht und Strafprozessrecht an der Juristenfakultät der Universität Leipzig erteilt. 1940 meldete er sich freiwillig zum Wehrmachtsdienst.
Nach dem Zweiten Weltkrieg lebte er in Nordrhein-Westfalen und wurde dort entnazifiziert. Später ging er als Oberlandesgerichtsrat nach Düsseldorf und war vom 2. Oktober 1950 bis 31. Dezember 1961 Richter am Bundesgerichtshof in Karlsruhe. Daneben war er als außerplanmäßiger Professor an der Universität Bonn tätig.
Bereits im Nationalsozialismus war er spezialisiert auf Strafrecht, Strafprozessrecht, Zivilprozessrecht und Kriminologie.
Er starb in Stadtbezirk Bad Godesberg in Bonn.

## Schriften (Auswahl)
- Erpressung und Betrug. Ein Versuch d. Abgrenzung beider Delikte gegeneinander. Leipzig 1922.
- Grundfragen der strafrechtlichen Verantwortlichkeit der Verbände. Leipzig 1933.
- Betrug durch Verschweigen. Weicher Verlag, Leipzig 1934.
- Die Rechtsprechung des Großen Senats für Strafsachen des Bundesgerichtshofs. In: DRiZ (1960), S. 347–349.
- Zur gesetzlichen Begründung der Strafbarkeit unechten Unterlassens. In: Festschrift für Hellmut von Weber, hrsg. von Hans Welzel, Hermann Conrad, Armin Kaufmann, Hilde Kaufmann, Bonn 1963, S. 192 ff.